# Scherpe Resolutie

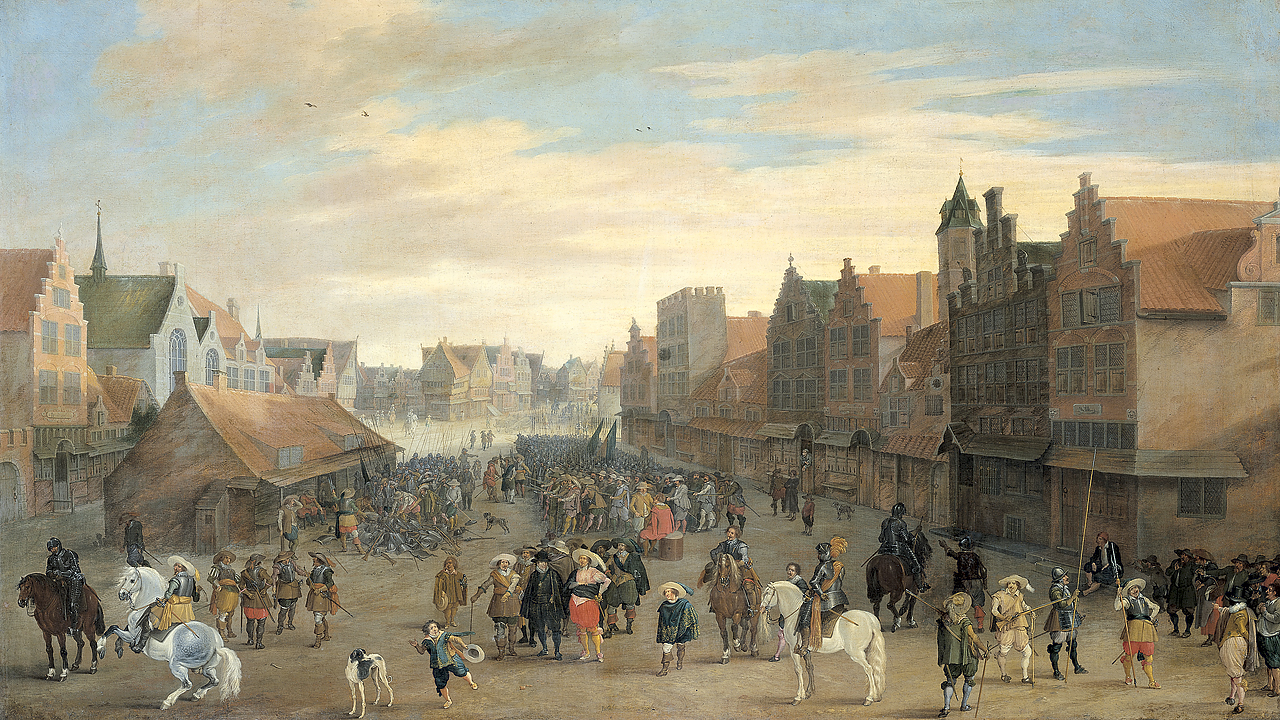
De waardgelders van Utrecht worden afgedankt onder het toeziend oog van stadhouder Maurits, geschilderd door Pauwels van Hillegaert.

De zogenoemde Scherpe Resolutie was een besluit dat op initiatief van Johan van Oldenbarnevelt op 4 augustus 1617 door de Staten van Holland werd aangenomen. De bijnaam scherpe resolutie is afkomstig van Maurits in een brief aan Reynier Pauw. De aanleiding voor de resolutie was het conflict tussen de remonstranten en contraremonstranten, waarin Maurits en Van Oldenbarnevelt tegenover elkaar kwamen te staan.
Johan van Oldenbarnevelt wilde voorkomen dat Maurits een greep naar de macht uitvoerde en stelde in de Staten van Holland een besluit voor dat: 
- de steden toestond zelfstandig milities (waardgelders) aan te nemen,
- de rechtsgang verbood van burgers naar de Hoge Raad en het Hof van Holland tegen vonnissen van hun stedelijke overheid,
- iedere beambte van de steden of Staten verantwoordelijk maakte voor de handhaving van de openbare orde,
- de troepen in Holland verplicht werden bevelen van de Staten en stadsbestuur waar zij gelegerd waren, te gehoorzamen.

In het bijzonder de laatste regel ging lijnrecht in tegen het gezag van opperbevelhebber Maurits. De Scherpe Resolutie was voor Maurits een bevestiging dat Oldenbarnevelt niet meer te vertrouwen was.
Maurits begon daarop vertrouwelingen en aanhangers te zoeken om de steden te bewerken een verklaring tegen het besluit af te leggen. Uiteindelijk leidde zijn verzet tot een machtsovername, het terugdraaien van de resolutie en de arrestatie en berechting van Johan van Oldenbarnevelt en zijn medestanders. Op de Synode van Dordrecht werden de Remonstranten uitgeschakeld.